# George De Lacy Evans
Sir George De Lacy Evans (Moig, 1787 – 9 gennaio 1870) è stato un generale e politico inglese del British Army che fu in servizio in ben quattro guerre che il Regno Unito intraprese nell’Ottocento. In seguito fu a lungo membro del Parlamento.

## Biografia

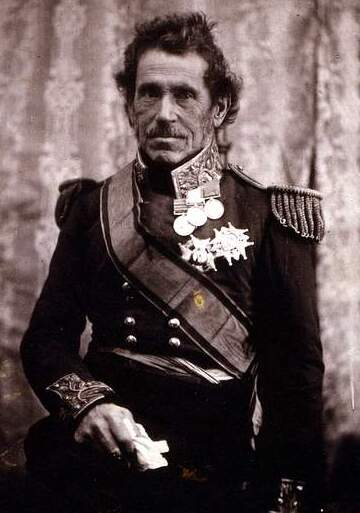
Evans fotografato nel 1855

Evans nacque nel 1787 a Moig, nella contea di Limerick (Irlanda). Educato alla Royal Military Academy di Woolwich, entrò nell'esercito britannico nel 1806 come volontario, ottenendo un riconoscimento nel Cheshire Regiment nel 1807. Cominciò il suo servizio militare nell'India britannica, ma passò al 3rd The King's Own Hussars per prendere parte alla guerra d'indipendenza spagnola.
Fu inviato negli Stati Uniti d'America nel 1814 durante la guerra anglo-americana del 1812 sotto il generale Robert Ross. Fu al quartier generale di Ross durante la battaglia di Bladensburg (24 agosto 1814) e durante l'incendio di Washington, così come durante la battaglia di North Point (12 settembre 1814), durante la quale il generale Ross fu ucciso.
In Europa, con la restaurazione dell’imperatore Napoleone Bonaparte, Evans combatté nella battaglia di Quatre-Bras (16 giugno 1815) e a Waterloo (18 giugno 1815).
Comandò la British Legion che volle assistere Isabella II di Spagna nella prima guerra carlista, e durante la guerra di Crimea comandò la 2ª Divisione del corpo di spedizione britannico.
Divenne membro del Parlamento (MP) per la città di Rye nel 1830 e dal 1831 al 1832; successivamente fu membro eletto nella città di Westminster dal 1833 al 1841 e infine dal 1846 al 1865. Fu insignito anche della Legion d'onore e morì il 9 gennaio 1870. Fu sepolto al Kensal Green Cemetery di Londra.

## Note

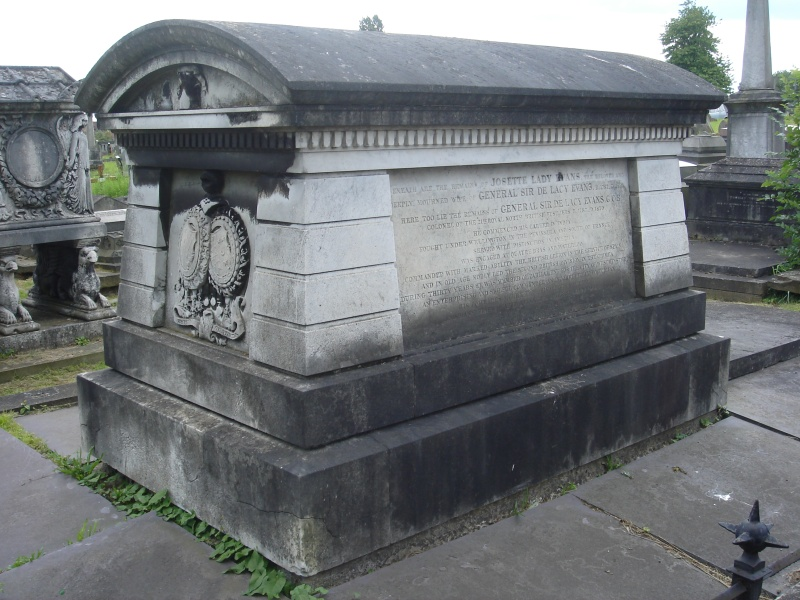
Monumento funebre di George De Lacy Evans